# 安芸津町木谷
安芸津町木谷（あきつちょうきだに）とは、広島県東広島市の町名。全域で住居表示未実施である。

## 概要
旧安芸津町の東部に位置しており、かつての木谷村に相当する。西に安芸津町三津、東に竹原市、南には瀬戸内海に面している。ホボロ島、鼻繰島、唐船島といったいくつかの無人島も町域に含まれる。

## 交通

### 鉄道
JR呉線が町内を通るが、駅はない。最寄り駅は安芸津駅もしくは吉名駅。

### バス
東広島市が運営するコミュニティバス「安芸津海風バス」が町内を走る。
- 安芸津駅 - 木谷 - 安芸津駅

### 道路

#### 一般国道
- 国道185号

#### 一般地方道
- 広島県道464号竹原吉名線

## 施設
- 木谷保育所
- 東広島市立木谷小学校
- 東広島市木谷地域センター

## 学区
公立小学校に通学する場合、住んでいる場所に応じて三津小学校か木谷小学校のどちらかに進学することになる。いずれの小学校に入学した場合でも、進学先の中学校は安芸津中学校である。
なお、木谷小学校は小規模特認校に指定されており、条件を満たせば東広島市全域から通学できる。

## 世帯数・人口
2024年9月末での世帯数は676世帯、人口は1408人である。